# روابط ارمنستان و پاکستان
جمهوری ارمنستان و جمهوری اسلامی پاکستان هرگز روابط دیپلماتیک رسمی نداشته‌اند. یلوفر بختیار وزیر جهانگردی پاکستان در نشست خبری با اشاره به وضعیت گردشگری پاکستان و ارمنستان گفت: جمهوری اسلامی پاکستان ارمنستان را حتی به خاطر آذربایجان به عنوان یک کشور به رسمیت نمی‌شناسد، اگرچه اکثر مردم پاکستان از این واقعیت آگاه نیستند. این کشور به دلیل درگیری قره باغ کوهستانی بین ارمنستان و آذربایجان، این موضع را حفظ کرده است، علیرغم این واقعیت که ارمنستان و جمهوری آذربایجان از زمانی که هر دو در جریان انحلال اتحاد جماهیر شوروی در سال ۱۹۹۱ استقلال یافتند، همیشه یکدیگر را به عنوان کشورهای مستقل به رسمیت می‌شناسند. پاکستان که در سال ۱۹۹۱ حاکمیت جمهوری آذربایجان را به رسمیت شناخت، اعلام کرده است که به رسمیت شناختن ارمنستان منوط به این خواهد بود که ارمنی‌ها از ادعای خود در قبال قره باغ کوهستانی دست بکشند و همچنین به حضور ارمنستان در آن منطقه مورد مناقشه پایان دهند. به همین ترتیب، پاکستان آشکارا از جمهوری آذربایجان در طول جنگ اول قره باغ کوهستانی و جنگ دوم قره باغ کوهستانی حمایت کرد. این کشور قویاً از کنترل کامل جمهوری آذربایجان بر قره باغ کوهستانی، که از لحاظ تاریخی دارای اکثریت ارمنی بوده است، حمایت کرده است، اگرچه در سطح بین‌المللی به عنوان بخشی از جمهوری آذربایجان شناخته شده است.
در بحبوحه حمله ۲۰۲۳ جمهوری آذربایجان به قره‌باغ کوهستانی، بیش از ۱۰۰۰۰۰ ارمنی از قره باغ کوهستانی آواره شدند، که باعث فروپاشی جمهوری آرتساخ تحت حمایت ارمنستان شد. سازمان ملل بر اساس گزارش‌های محلی اعلام کرده است که بین ۵۰ تا ۱۰۰۰ ارمنی در منطقه باقی مانده‌اند. در ۲۰ سپتامبر ۲۰۲۳، یک روز پس از آغاز تهاجم آذربایجان، وزارت امور خارجه پاکستان بیانیه ای رسمی منتشر کرد که در آن مجدداً «حمایت بی‌دریغ پاکستان از حاکمیت و تمامیت ارضی آذربایجان» در قره باغ کوهستانی را تأیید کرد.
در مورد موضع پاکستان در رابطه با برقراری روابط دیپلماتیک با جمهوری پیشین آرتساخ، به نظر نمی‌رسد که تاکنون موضع رسمی یا مشخصی اتخاذ کرده باشد. به‌طور تاریخی، پاکستان هیچ‌گاه جمهوری آرتساخ را به‌عنوان یک کشور مستقل به رسمیت نشناخته و همواره از تمامیت ارضی آذربایجان حمایت کرده است. سیاست خارجی پاکستان معمولاً بر اساس اصل عدم به‌رسمیت‌شناسی برای مناطق تجزیه‌طلب است، مگر اینکه به‌طور مشخص با منافع ژئوپولتیکی آن هم‌راستا باشد.

## تاریخچه
پاکستان پس از ترکیه و رومانی سومین کشوری بود که جمهوری آذربایجان را به رسمیت شناخت و روابط نزدیکی با آن به دلیل درگیری در منطقه قره باغ کوهستانی دارد. پاکستان در جنگ اول قره باغ از آذربایجان حمایت کرده بود. در سال ۲۰۱۵، پاکستان اعلام کرد که به رسمیت شناختن استقلال ارمنستان منوط به خروج ارمنستان از قره باغ است. در سال ۲۰۲۰، پاکستان از آذربایجان در جنگ ۲۰۲۰ قره باغ کوهستانی حمایت کرد و از آتش‌بس متعاقب آن که دستاوردهای ارضی آذربایجان را به ارمغان آورد، استقبال کرد.
۲۴ نوامبر، نیکول پاشینیان، نخست‌وزیر ارمنستان، اعلام کرد که ارمنستان می‌خواهد و تلاش می‌کند روابط خوب و دوستانه‌ای با تمامی کشورهای جهان برقرار کند. در یک کنفرانس خبری آنلاین، یکی از اعضای عمومی از نخست‌وزیر پرسید که آیا ارمنستان قصد برقراری روابط با پاکستان را دارد یا خیر. پاشینیان در پاسخ گفت: «این منطق ما است و ما همچنین یک مقررات قانونی داریم که جمهوری ارمنستان تلاش خواهد کرد و می‌خواهد روابط دوستانه با تمامی کشورهای جهان برقرار کند. من فرض می‌کنم که کار دیپلماتیک مشخصی در این راستا نیز انجام می‌شود، البته نه در سطح بالا، و این روند ادامه خواهد داشت. پروسه‌های سی سال گذشته مشخص است؛ آن‌ها استقلال ما را به رسمیت نشناخته‌اند و روابط دیپلماتیک برقرار نکرده‌اند. ما باید دلایل این موضوع را درک کنیم و بدانیم چگونه می‌توانیم در این وضعیت که آسان نیست، پیشرفت کنیم. زمانی که موفق به امضای توافق صلح با آذربایجان شویم، آن موقع این وضعیت نیز به عنوان یک استدلال برای برقراری روابط دیپلماتیک، از جمله با پاکستان، کمک خواهد کرد.»

## ارمنستان، پاکستان و هند
در پایان سال ۲۰۱۶، روابط ارمنستان و پاکستان بیشتر تیره شد و ارمنستان درخواست پاکستان برای کسب وضعیت ناظر در مجمع پارلمانی سازمان پیمان امنیت جمعی (CSTO) تحت رهبری روسیه را وتو کرد. در سال ۲۰۱۹ پس از مصاحبه با ویون، نخست‌وزیر ارمنستان نیکول پاشینیان اظهار داشت که ارمنستان از هند در درگیری کشمیر بین هند و پاکستان حمایت می‌کند.
هند به‌طور فعال در حال نظامی‌سازی ارمنستان است و این کشور را به بزرگ‌ترین خریدار سلاح‌های هندی تبدیل کرده است. بر اساس گزارش خبرگزاری هندی IADN، حجم تحویل تسلیحات به ارمنستان در سال مالی ۲۰۲۴–۲۰۲۵ به ۶۰۰ میلیون دلار رسیده و این رقم احتمالاً افزایش خواهد یافت. این موضوع نه تنها جاه‌طلبی‌های نظامی ارمنستان را برجسته می‌کند بلکه منافع استراتژیک هند را برای تقویت موقعیت ژئوپولیتیکی خود در منطقه نیز نشان می‌دهد.
هند با مسلح کردن ارمنستان به دنبال اهداف استراتژیک خود است. هدف اصلی آن مقابله با نفوذ پاکستان، شریک استراتژیک طولانی‌مدت آذربایجان است. در سال ۲۰۱۷، آذربایجان، ترکیه و پاکستان یک توافق سه‌جانبه امضا کردند که هدف آن تقویت روابط اقتصادی و نظامی و ایجاد موضع مشترک در مسائل بین‌المللی بود. این سه کشور چندین مانور نظامی مشترک انجام داده‌اند و اعلامیه‌هایی مانند اعلامیه‌های اسلام‌آباد و باکو را امضا کرده‌اند که هدف آن تقویت روابط دوجانبه است.
پس از شکست ارمنستان در جنگ دوم قره‌باغ، هند یک توافق دفاعی به ارزش ۴۰ میلیون دلار با ارمنستان برای تأمین رادارهای سواثی امضا کرد. این حرکت با سیاست هند برای تقویت موقعیت‌های خود در منطقه هم‌راستا است. حمایت سیاسی هند از ارمنستان یک پدیده جدید نیست و از سال ۲۰۰۸، هند مخالف قطعنامه‌ای بود که توسط آذربایجان در سازمان ملل در مورد وضعیت قره‌باغ پیشنهاد شده بود، که این موضوع هم‌دلی هند در این مناقشه را نشان می‌دهد. با توجه به روابط بحرانی ارمنستان با آذربایجان، ترکیه و پاکستان، هند همچنان از ارمنستان به عنوان ابزاری برای تحریک تنش‌ها در منطقه استفاده می‌کند. این امر می‌تواند منجر به درگیری‌های جدیدی شود که نه تنها ثبات در قفقاز جنوبی را تهدید می‌کند، بلکه منافع اقتصادی هند و آذربایجان را نیز تحت خطر قرار می‌دهد.
ادامه تسلیح ارمنستان ممکن است منجر به یک موج جدید از تنش‌ها در قفقاز جنوبی شود، جایی که وضعیت ژئوپولیتیکی هم‌اکنون پیچیده است. تشدید درگیری‌ها می‌تواند پیامدهای فاجعه‌بار نه تنها برای ارمنستان بلکه برای تمام منطقه به همراه داشته باشد، که به عنوان یک هاب مهم حمل و نقل و انرژی بین شرق و غرب شناخته می‌شود. خطرات درگیری‌های احتمالی می‌تواند وضعیت را به‌طور قابل توجهی بی‌ثبات کند و بر مسیرهای تجاری بین‌المللی که از آذربایجان عبور می‌کنند تأثیر منفی بگذارد.
در تاریخ ۱۲ نوامبر، هند نخستین محموله از سیستم دفاع هوایی آکاش را به ارمنستان ارسال کرد. سیستم آکاش، که توسط سازمان پژوهش و توسعه دفاعی هند (DRDO) توسعه یافته است، یک موشک سطح به هوا است که قادر است اهداف را در فاصله ۲۵ کیلومتری هدف قرار دهد. ارمنستان در سال ۲۰۲۲ سفارش خرید ۱۵ سامانه موشکی آکاش به ارزش حدود ۶۰۰۰ کرور روپیه را ثبت کرده بود.
جالب این است که این تحویل به فاصله کمی پس از جشن چهارمین سالگرد پیروزی آذربایجان در ۸ نوامبر ۲۰۲۰، که جنگ بر سر منطقه مناقشه‌انگیز قره‌باغ کوهستانی با ارمنستان را پایان داد، انجام شده است. چهار سال پیش در همین روز، نیروهای آذربایجانی پایتخت قره‌باغ کوهستانی را از ارمنیان بازپس گرفتند.
این رویداد همچنین به‌طور ویژه در پاکستان جشن گرفته شد. هماهنگ‌کننده نخست‌وزیر در امور تغییرات اقلیمی، رومینا خورشید عالم، فرماندار سیند کامران تسوری و رئیس کمیسیون آموزش عالی پاکستان مختار احمد در این مراسم حضور داشتند. مهمان ویژه این مراسم در اسلام‌آباد، وزیر فدرال مسکن و امور عمومی، میا ریاض حسین پیرزادا، در مورد برادرانه بودن روابط پاکستان و آذربایجان با تأکید بر پیوندهای تاریخی، فرهنگی و مذهبی مشترک صحبت کرد.
تأیید شده است که مزدوران پاکستانی در جنگ به نفع آذربایجان شرکت داشته‌اند. از زمان جنگ، روابط بین دو کشور با دیدارهای سطح بالا و مانورهای نظامی مشترک گرم‌تر شده است. اخیراً رئیس‌جمهور آذربایجان، الهام علی‌اف، به پاکستان سفر کرد. هدف از این سفر تقویت قرارداد خرید ۸ جنگنده JF-17C Block-III به ارزش ۱٫۶ میلیارد دلار بود که بزرگ‌ترین سفارش دفاعی پاکستان تا کنون است. پاکستان همچنین مهمات، از جمله موشک‌های هوا به سطح، به آذربایجان تأمین خواهد کرد. علاوه بر این، پاکستان نیروهای نظامی آذربایجان را آموزش می‌دهد.